# Oláh-Gál Róbert
Oláh-Gál Róbert (Marosvásárhely, 1958. július 13. –) erdélyi magyar matematikus, egyetemi oktató, programozó, matematikatörténész, Bolyai-kutató, Oláh-Gál Elvira férje.

## Életpályája
A bukaresti egyetem matematika szakán végzett 1982-ben. Három évig középiskolai tanár Csíkszeredában, majd ugyanott programozó a Területi Számítóközpontban 2000-ig. 1993-ban doktorált  Debrecenben. 2000–2010 között a kolozsvári Babeș–Bolyai Tudományegyetem csíkszeredai kihelyezett informatika szakán adjunktus. 2010-től a Sapientia Erdélyi Magyar Tudományegyetem adjunktusa, a csíkszeredai helyszínen tanít matematikát és informatikát. Különböző hazai és külföldi szakmai társulatok tagja.
2024-től tagja a Romániai Írószövetségnek.

## Munkássága
Kutatási területei: differenciálgeometria, Bolyai-kutatás, erdélyi matematikatörténet.
Matematikatörténeti cikkei a Természet Világa, Fizikai Szemle, Polygon, Élet és Tudomány, Műszaki Szemle (Historia Scientiarum), Matlap stb. lapokban jelennek meg.

### Könyvei
- Gondolatok Bolyai Jánostól és Bolyai Jánosról, Magiszter Kiadó, Csíkszereda, 2002, ISBN 973-85270-3-1, 134 o.
- Bolyai Farkastól Farkas Gyuláig, Status Kiadó, Csíkszereda, 2006, ISBN 973-8311-83-7, 178 o.
- Adalékok Bolyai János megítéléséhez, Appendix Kiadó, Marosvásárhely, 2006, ISBN 973-7647-03-3, 171 o.
- Az informatika alapjai közgazdász- és mérnökhallgatóknak (egyetemi jegyzet), Scientia Kiadó, Kolozsvár, 2007. ISBN 978-973-7953-61-2
- Erdélyi tájakon a Bolyaiak nyomában, ProPrint Kiadó, Csíkszereda, 2009, ISBN 978-973-8468-92-4, 111 o.
- Újabb fejezetek Bolyai János életművéből (Kiss Elemérrel). Budapest-Veszprém: Magyar Tudománytörténeti Intézet-Jedlik Ányos Társaság-Pannon Egyetem, 2011 ISBN 978-963-9276-46-8 Online hozzáférés
- Bolyai-breviárium, Scientia Kiadó, Kolozsvár, 2012. ISBN 978-973-1970-73-8 (2. kiadás: 2015)
- Közgazdasági adatok statisztikai feldolgozása Excel használatával, Scientia Kiadó, Kolozsvár, 2013. ISBN 978-973-1970-77-6
- Az értől az óceánig: Réthy Mór (1846–1925) akadémikus élete és munkássága, MATI Magyar Tudománytörténeti Intézet, Budapest, 2013., ISBN 978-615-5365-04-1, 222 o.
- X-ek a Bolyaiak életében, Világhírnév Kiadó, Kolozsvár, 2013, ISBN 978-606-93239-6-0, 144 o.
- Források az erdélyi magyar matematikai élet 1785–1918 közötti történetéhez, Magyar Tudománytörténeti Intézet, Budapest, 2015. ISBN 978-615-5365-12-6 Online hozzáférés
- Bolyai-breviárium; 2. jav. kiad.; Scientia, Kolozsvár, 2015 (Sapientia könyvek) ISBN 978-973-1970-91-2
- A Bolyaiak a mindennapok sodrásában. Érdekességek a két Bolyairól, Pro Print Könyvkiadó, Csíkszereda, 2016. ISBN 978-606-556-088-8
- Báró altorjai Apor Károly (1815–1885) életének és munkásságának vázlatos bemutatása, Scientia Kiadó, Kolozsvár, 2016
- Bolyai Farkas arcképfestője Szabó János, társszerző: Apor Eszter, Pro Print Kiadó, 2016. ISBN 978-606-556-094-9
- Interesting facts about Transylvanian mathematicians, LAP LAMBERT Academic Publishing, 2017. ISBN 978-3-330-32569-2
- Kiegészítések Vályi Gyula életművéhez, Magánkiadás, Csíkszereda, 2018. ISBN 978-973-0-27967-2
- Arany János és erdélyi barátai, Pro Print Kiadó, Csíkszereda, 2019. ISBN 978-606-556-113-7
- A leghíresebb helyettes tanár: Szász Károly (társszerző: Farkas Péter), Pro Print Kiadó, Csíkszereda, 2019. ISBN 978-606-556-123-6
- Bolyai-sommázat, Pro Print Kiadó, Csíkszereda, 2022. ISBN 978-606-556-146-5
- Oláh-Gál Róbert, Sándor József: Szemelvények a Bolyaiak matematikai kézirataiból, Pro-Print Könyvkiadó, Csíkszereda, 2022. ISBN 978-606-556-162-5

- Bolyaiak a történelem sodrásában, Pro-Print Könyvkiadó, Csíkszereda, 2025. ISBN 978-606-556-180-9

### Tudománytörténeti füzetei
- Kiegészítések Vályi Gyula életművéhez Csíkszereda, 2018. ISBN 978-973-0-27967-2, 75 old.
- Antalffy Endre – egy nagyhatású, de elfelejtett orientalista, Csíkszereda, 2019. ISBN 978-973-0-28730-1, 64 old.
- Kása Zoltán, Oláh-Gál Róbert: Az ismeretlen Wald Ábrahám. The Unknown Abraham Wald, Csíkszereda–Kolozsvár, 2020. 53 old. ISBN 978-973-0-32931-5 Online hozzáférés
- Páter Zoltán matematikus emlékére, Csíkszereda, 2021. ISBN 978-973-0-35435-5. 52. old. Online hozzáférés
- În amintirea matematicianului Vasile Ene. In Memory of the Mathematician Vasile Ene. Ene Vasile matematikus emlékére, Miercurea-Ciuc–Csíkszereda, 2022.  68. old.

### Szakcikkei (válogatás)
- Surfaces with constant curvature in E4, Acta Physica Hungaria New Series-Heavy Ion Physics 10 (4), 1999, Budapest, pp. 369–378.
- The n-dimensional hyperbolic spaces in E4n-3 Publ. Math. Debrecen, 46/3-4 (1995), pp. 205–213.
- Shepard interpolation with stationary points (Pál Lászlóval és Makó Zoltánnal), Acta Universitatis Sapientiae, Informatica, 1, 1 (2009) 5–13.
- Some notes on drawing twofolds in 4-dimensional Euclidean space (Pál Lászlóval), Acta Universitatis Sapientiae, Informatica, 1, 2 (2009) 125–134.

### Tudománytörténeti cikkei (válogatás)
- A Bolyai család története, in: Bolyai Emlékkönyv, Vince Kiadó, Budapest, 2004, pp. 47–71. ISBN 963-9552-15-1
- A Bolyai család címere, Polygon, Szeged, vol. XIV., Nr.2., 2005, pp. 9–3. ISSN 1215-3044
- Levéltári okmányok Bolyai Farkasról, PolgART Kiadó, Budapest, 2007. pp. 191–201.
- Villanások Fejér Lipót kolozsvári éveiből, Műszaki Szemle 44 (Historia Scientiarium 5), 2008, pp. 37–39., ISSN 1454-0746 Online hozzáférés
- Réthy Mór vázlatos életrajza, MATLAP 10., XII. évf. 2008, ISSN 1224-3140., pp. 362–364.
- Bolyai Gergely Kolozsvár vonzásában, Műszaki Szemle 44 (Historia Scientiarium 5), 2008., pp. 40–42, ISSN 1454-0746 Online hozzáférés
- Román nyelvű kézirat a Bolyai János kézirati hagyatékában, Műszaki Szemle 44 (Historia Scientiarium 5), 2008, pp. 43–44, ISSN 1454-0746 Online hozzáférés
- The Most Cited Hungarian Geometer of the Geometric Institution of the Technical University of Wien, VISUAL MATHEMATICS Electronic journal, 2009, Published by Mathematical Institute, Belgrade, Editor: Slavik Jablan, ISSN 1821-1437 Online hozzáférés
- A Ferenc József Tudományegyetemen matematikából doktoráltak listája, Műszaki Szemle 46 (Historia Scientiarium 6), 2009, pp. 28–33, ISSN 1454-0746 Online hozzáférés
- Hogyan került Schlesinger Lajos Kolozsvárra? Műszaki Szemle 50 (Historia Scientiarium 7), 2010, pp. 16–22, ISSN 1454-0746. Online hozzáférés
- Bolyai János és Vincenz Priessnitz, Természet Világa 2010. december. (141. évf. 12. sz.) p. 539, ISSN 0040-3717
- Oláh-Gál Róbert, Sándor József: Brassai Sámuel, a kolozsvári egyetem első matematikaprofesszora, Historia Scientiarum 8 (Műszaki Szemle 54), 2011, 9–22 o. Online hozzáférés
- Bolyai Farkas Alsógáldon, Népújság, 2012. február 17. Online hozzáférés
- Művelődéstörténeti okiratok Vályi Gyula hagyatékában, Szabadság, 2014. április 4. Online hozzáférés
- Szemelvények Réthy Mór levelezéséből, Polygon, 20. kötet 2. szám (2012. május) pp. 5–10.
- A statisztika oktatása a kolozsvári Ferencz József Tudományegyetemen, Kaleidoscope. Művelődés-, Tudomány- és Orvostörténeti Folyóirat, 2012. 4 sz. Online hozzáférés
- Finály Henrik és Trefort Ágoston, Művelődés, 2012. június Online hozzáférés

- In memoriam: dr. Könyves Tóth Kálmán (1929–2007), Népújság, 2012. szept. 29. Online hozzáférés
- Veress Pál, a halk szavú matematikaprofesszor, Szabadság, 2013. március 4. Online hozzáférés
- Az ábrázoló geometria erdélyi oktatásának történetéhez, Természet Világa, 2012. október
- Klug Lipót (1854–1945), Matematikai Lapok, 18, 1 (2012) 11–25.
- Veress Pál (1893–1945) matematikus-statisztikus professzor, Matematikai Lapok, 19, 2 (2013) 30–36.
- Néhány érdekes okirat a Vályi-család kolozsvári hagyatékából (Veress-Bágyi Ibolyával), Kaleidoscope, 2015. 11 sz. Online hozzáférés
- A Bolyai-kutatás mellékterméke: az erdélyi erdészettörténet gyöngyszeme, Népújság, 2023. július 25. Online hozzáférés
- A Bolyaiak domáldi birtokáról (Keresztes Kálmánnal), Népújság, 2025. július 17. Online hozzáférés

- Victor Pambuccian matematikus és a Bolyaiak, Népújság, 2025. július 24.  Online hozzáférés

### Díjai
- Hevesi Endre-díj, 2018 (2019. május 9-én adták át)[2]